# Киселевецкий сельсовет
Киселеве́цкий сельсовет — административная единица в составе Кобринского района Брестской области Республики Беларусь. Согласно переписи населения 2019 года, в сельсовете проживало 2632 человек.

## Состав
По данным на 1 января 2021 года, Киселевецкий сельсовет включает 8 населённых пунктов:
| название  | тип         | домохозяйств | население |
| --------- | ----------- | ------------ | --------- |
| Болота    | деревня     | 200          | 425       |
| Борисово  | деревня     | 201          | 546       |
| Брилёво   | деревня     | 87           | 220       |
| Гирск     | деревня     | 75           | 131       |
| Калюхи    | деревня     | 12           | 18        |
| Киселёвцы | агрогородок | 216          | 547       |
| Магдалин  | деревня     | 268          | 757       |
| Рыбна     | деревня     | 116          | 352       |